# Panamerikanische Spiele 2011/Leichtathletik – Hochsprung der Männer

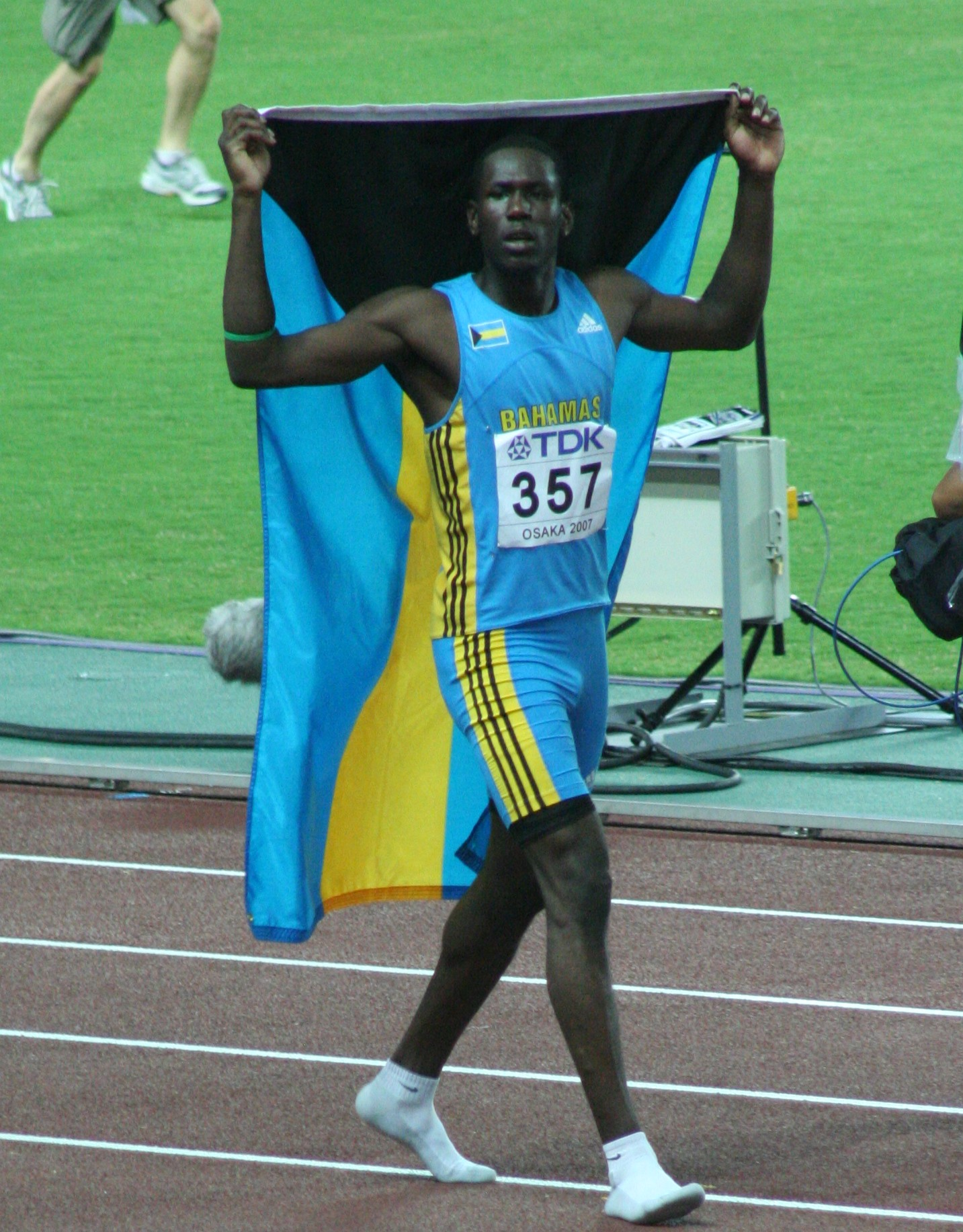
Der Sieger Donald Thomas (2007)

Der Hochsprung der Männer bei den Panamerikanischen Spielen 2011 fand am 27. Oktober 2011 im Telmex Athletics Stadium in Guadalajara statt.
18 Athleten aus 16 Ländern nahmen an dem Wettbewerb teil. Die Goldmedaille gewann Donald Thomas mit 2,32 m, Silber ging an Diego Ferrín mit 2,30 m und die Bronzemedaille sicherte sich Víctor Moya mit 2,26 m.

## Rekorde
Vor dem Wettbewerb galten folgende Rekorde:
| Weltrekord        | Javier Sotomayor | 2,45 m | Salamanca, Spanien                                    | 27. Juli 1993 |
| Rekord der Spiele | Javier Sotomayor | 2,40 m | Panamerikanische Spiele in Mar del Plata, Argentinien | 25. März 1995 |

## Ergebnis
27. Oktober 2011, 16:55 Uhr
| Platz | Athlet               | Land                     | 1,90 | 1,95 | 2,00 | 2,05 | 2,10 | 2,15 | 2,18 | 2,21 | 2,24 | 2,26 | 2,28 | 2,30 | 2,32 | 2,34 | Höhe (m) |
| ----- | -------------------- | ------------------------ | ---- | ---- | ---- | ---- | ---- | ---- | ---- | ---- | ---- | ---- | ---- | ---- | ---- | ---- | -------- |
|       | Donald Thomas        | Bahamas                  | –    | –    | –    | –    | –    | –    | xxo  | o    | xo   | o    | xo   | xo   | xo   | xxx  | 2,32     |
|       | Diego Ferrín         | Ecuador                  | –    | –    | –    | –    | xxo  | o    | o    | xxo  | o    | xo   | o    | o    | xx–  | x    | 2.30 PB  |
|       | Víctor Moya          | Kuba                     | –    | –    | –    | –    | –    | o    | –    | o    | xx–  | o    | x–   | xx   |      |      | 2,26     |
| 4     | James Grayman        | Antigua und Barbuda      | –    | –    | –    | –    | o    | o    | o    | xxo  | o    | xx–  | x    |      |      |      | 2,24     |
| 5     | Brendan Williams     | Dominica                 | –    | –    | –    | xo   | o    | o    | o    | o    | xxx  |      |      |      |      |      | 2,21 PB  |
| 6     | Jamie Nieto          | Vereinigte Staaten       | –    | –    | –    | –    | o    | o    | o    | xo   | xxx  |      |      |      |      |      | 2,21     |
| 7     | Jim Dilling          | Vereinigte Staaten       | –    | –    | –    | –    | o    | o    | xxo  | xo   | xxx  |      |      |      |      |      | 2,21     |
| 8     | Edgar Rivera         | Mexiko                   | –    | –    | –    | o    | o    | o    | o    | xxx  |      |      |      |      |      |      | 2,18     |
| 9     | Wanner Miller        | Kolumbien                | –    | –    | –    | –    | xxo  | o    | o    | xxx  |      |      |      |      |      |      | 2,18     |
| 10    | Carlos Layoy         | Argentinien              | –    | –    | –    | –    | o    | xo   | xxo  | xxx  |      |      |      |      |      |      | 2,18     |
| 11    | Thorrold Murray      | Barbados                 | –    | –    | –    | o    | o    | xxx  |      |      |      |      |      |      |      |      | 2,10     |
| 12    | Arturo Chávez        | Peru                     | –    | –    | xo   | o    | xo   | xxx  |      |      |      |      |      |      |      |      | 2,10     |
| 13    | Rafael dos Santos    | Brasilien                | –    | –    | –    | o    | xxo  | xxx  |      |      |      |      |      |      |      |      | 2,10     |
| 14    | Marlon Colorado      | El Salvador              | o    | o    | xxo  | o    | xxo  | xxx  |      |      |      |      |      |      |      |      | 2,10     |
| 15    | Keron Stoute         | Britische Jungferninseln | o    | xo   | xo   | o    | xxx  |      |      |      |      |      |      |      |      |      | 2,05     |
| 16    | Josue Louis          | Haiti                    | –    | o    | o    | xxx  |      |      |      |      |      |      |      |      |      |      | 2,00     |
| 17    | Henry Linton Quisada | Costa Rica               | xo   | xo   | xxx  |      |      |      |      |      |      |      |      |      |      |      | 1,95     |
|       | Jorge Rouco          | Mexiko                   | –    | –    | –    | xxx  |      |      |      |      |      |      |      |      |      |      | NM       |
|       | Linford Avila        | Belize                   |      |      |      |      |      |      |      |      |      |      |      |      |      |      | DNS      |

Zeichenerklärung:
– = Höhe ausgelassen, x = Fehlversuch, o = Höhe übersprungen